# Uruma
Uruma (うるま市?, Uruma-shi) è una città giapponese della prefettura di Okinawa e si trova nell'isola di Okinawa.